# Pola radnog vremena
Pola radnog vremena je vid zaposlenja koji podrazumeva manje radnih sati nedeljno od punog radnog vremena. Radi se po smenama. Smene su često kružne. Smatra se da radite sa pola radnog vremena ukoliko radite manje od 30 sati nedeljno. Prema Međunarodnoj organizaciji rada, broj radnika sa pola radnog vremena u poslednjih 20 godina porastao je sa 25% na 50% u većini razvijenih zemalja ne računajući Sjedinjene Američke Države. Postoji mnogo razloga za rad sa pola radnog vremena, uključujući želju za takvim radom, radno vreme koje je sam poslodavac skratio i nemogućnost da se pronađe posao sa punim radnim vremenom. Konvencija br.175.- O radu s pola radnog vremena zahteva da se radnici sa pola radnog vremena tretiraju na isti način kao radnici sa punim radnim vremenom.
U nekim slučajevima, priroda posla može zahtevati da se zaposleni delom smatraju radnicima sa pola radnog vremena. Na primer, neki zabavni parkovi su zatvoreni tokom zime i tada radi samo onaj broj ljudi koji je neophodan za održavanje parka i administrativne poslove. Kao rezultat ovog smanjenja broja zaposlenih van sezone, zaposleni koji su zaduženi za vožnje, štandove sa igrama ili rad na kioscima hrane, mogu se smatrati radnicima sa pola radnog vremena zbog onih meseci tokom kojih su tehnički zaposleni.
Pola radnog vremena može takođe da se odnosi na studente (uglavnom višeg stepena obrazovanja) koji svakog semestra pohađaju nekoliko kurseva, umesto punog obima predmeta svakog semestra.

## Pola radnog vremena u Evropi

### Evropska unija
U Evropskoj Uniji postoji jaka podela između istoka i zapada gde: "u zemljama Centralne i Istočne Evrope pola radnog vremena ostaje marginalni fenomen čak i kod žena, dok su zapadne zemlje to mnogo šire prihvatile". Najveći procenat radnika sa pola radnog vremena je u Holandiji, a najmanji u Bugarskoj. Postoji takođe razlika između žena (32,1% prosek u Evropskoj Uniji 2015.godine) i muškaraca (8,9%).
Holandija ima daleko najveći procenat zaposlenih sa pola radnog vremena u Evropskoj Uniji i OECD. U 2012.godini 76,9% žena i 24,9% muškaraca su radili pola radnog vremena. Visok procenat žena koje su radile sa pola radnog vremena objašnjava se društvenim normama i istorijom zemlje, gde su žene među poslednjima u Evropi postajale deo radne snage, i kada su to postale većina njih je radila sa pola radnog vremena. Prema Ekonomist-u, manje holandskih muškaraca je moralo da se bori u svetskim ratovima 20.veka, tako da holandske žene nisu bile prinuđene da zarađuju, kao što su to radile žene iz drugih zemalja. Bogatstvo zemlje kao i činjenica da je "holandska politika preovladavala hrišćanskim vrednostima do 1980-ih" značilo je da su žene u Holandiji ređe bile deo radne snage. Novije istraživanje koje je vodio profesor Stijn Baert (Univerzitet u Gentu), pobilo je ideju da pola radnog vremena studentima predstavlja prednost u CV-ju kada su u pitanju mogućnosti za kasnije zaposlenje.

## Pola radnog vremena izvan Evrope

### Australija
Pola radnog vremena u Australiji je obimno razrađen. Radnici sa ovakvom vrstom zaposlenja imaju manje radnih sati nego njihove kolege iz iste industrije koje imaju puno radno vreme. Ova satnica može varirati, ali uglavnom je u pitanju manje od 32 radna sata nedeljno. Radnici sa pola radnog vremena u Australiji imaju pravo na plaćen godišnji odmor, bolovanje, porodiljsko odsustvo itd, međutim ovo pravo je proporcionalno radnim satima u toku jedne nedelje. Dalje, kako radnici sa pola radnog vremena na svom radnom mestu imaju regularne rasporede prema kojima rade, isplaćuju im se plate na nedeljnom nivou za njihov mesečni rad i rad noću. Poslodavci u Australiji su u obavezi da zaposlenima daju adekvatno obaveštenje unapred o prestanku radnog odnosa, otpuštanju ili promeni radnih sati u smeni  Архивирано на веб-сајту  (2. септембар 2010). Prema podacima iz januara 2010. godine, broj radnika sa pola radnog vremena je oko 3,3 miliona od ukupno 10,9 miliona pojedinaca koji čine radnu snagu Australije .

### Kanada
U Kanadi radnici sa pola radnog vremena su oni koji rade manje od 30 sati na svom glavnom ili jedinom poslu. Prema podacima iz 2007. godine svega nešto više od 1 na 10 zaposlenih ljudi starosti od 25 do 54 godine je bio zaposlen sa pola radnog vremena. Osoba koja ima ovakvo radno mesto uglavnom je zaposlena u kompanijama koje imaju niz uslova sa kojima se obe strane slažu. Pola radnog vremena se takođe može odnositi na studente (uglavnom na višim nivoima obrazovanja) koji rade svega nekoliko sati dnevno. Studenti iz drugih naroda (Indija, Kina, Meksiko itd.) radije biraju Kanadu za svoje studije jer obično imaju više mogućnosti da rade sa pola radnog vremena.

### Sjedinjene Američke Države
Prema Zavodu za statistiku rada, pola radnog vremena se definiše kao rad u trajanju između 1 i 34 časa nedeljno. U 2007.godini 18,3 miliona Amerikanaca radilo je sa pola radnog vremena. Zaposleni sa pola radnog vremena obično u Sjedinjenim Američkim Državama nemaju pravo na povlastice za zaposlene, kao što je zdravstveno osiguranje. Istraživanje Instituta za istraživanje politike žena navodi da su žene devet puta više sklone tome da rade sa pola radnog vremena od muškaraca, a razlog je pružanje nege članovima porodice.
Porast radnika sa pola radnog vremena u Sjedinjenim Američkim Državama je povezano sa softverom za raspoređivanje radnika što često za rezultat ima povećanu potražnju za radnom snagom sa pola radnog vremena i smanjenjem radne snage sa punim radnim vremenom, kao i manje raspoređivanja koje je nepredvidivo i nepraktično.

## Spoljašnje veze
U svetu
- Organizacija za ekonomsku saradnju i razvoj ima Statistiku zaposlenosti sa punim radnim vremenom i sa pola radnog vremena Архивирано на веб-сајту  (3. јануар 2009) i Meru učestalosti Архивирано на веб-сајту  (3. јануар 2009) za određene narode.

U Evropi
- Eurostat ima podatke o zaposlenju sa pola radnog vremena Архивирано на веб-сајту  (5. јул 2011) prema polu, starosnom dobu, ekonomskoj aktivnosti, zanimaju, kao i prema razlogu izbora posla sa pola radnog vremena, bilo da je on svojevoljan ili ne.
- Síle O’Dorchai, Robert Plasman, François Rycx:Taksa na platu za pola radnog vremena u Evropskim zemljama: Kolika je za muškarce?

U Kanadi
- Labour force survey (LFS) procenjuje razloge za zaposlenje sa pola radnog vremena u odnosu na pol i starosnu grupu[мртва веза]
- Labour force survey (LFS) procenjuje razloge za zaposlenje sa pola radnog vremena u odnosu na pol i starosnu grupu[мртва веза]
- Stopa zaposlenja sa pola radnog vremena
- Razlozi za rad sa pola radnog vremena

U Sjedinjenim Američkim Državama
- Zaposleni prema vrsti radnika i njihovom statusu sa pola radnog vremena
- Zaposleni prema vrsti radnika i njihovom statusu sa pola radnog vremena, prema sezonama[мртва веза]
- Zaposleni i nezaposleni radnici sa punim radnim vremenom  i sa pola radnog vremena prema godinama, polu, rasi i hispanskoj ili latino pripadnosti[мртва веза]
- Osobe koje rade od 1 do 34 sata u svim i u nepoljoprivrednim industrijama prema tome zbog čega rade manje od 35 sati i uobičajenom statusu posla sa punim radnim vremenom ili sa pola radnog vremena[мртва веза]